# Sainte-Cécile-d'Andorge
Sainte-Cécile-d'Andorge är en kommun i departementet Gard i regionen Occitanien i södra Frankrike. Kommunen ligger i kantonen La Grand-Combe som tillhör arrondissementet Alès. År 2022 hade Sainte-Cécile-d'Andorge 528 invånare.

## Befolkningsutveckling
Antalet invånare i kommunen Sainte-Cécile-d'Andorge
Referens:INSEE